# Peillonnex
Peillonnex – miejscowość i gmina we Francji, w regionie Owernia-Rodan-Alpy, w departamencie Górna Sabaudia.
Według danych na rok 1990 gminę zamieszkiwały 924 osoby, a gęstość zaludnienia wynosiła 144 osób/km² (wśród 2880 gmin regionu Rodan-Alpy Peillonnex plasuje się na 823. miejscu pod względem liczby ludności, natomiast pod względem powierzchni na miejscu 1403.).